# Mars Orbiter Mission
Mars Orbiter Mission (abrégé en MOM), ou de manière informelle Mangalyaan (en sanskrit मंगलयान / Maṅgalyān, littéralement « véhicule martien »), est une sonde spatiale indienne de type orbiteur chargée d'étudier la planète Mars. Elle a été lancée le 5 novembre 2013 et s'est placée en orbite autour de Mars le 24 septembre 2014. Il s'agit de la première sonde spatiale martienne développée par l'agence spatiale indienne, l'ISRO. MOM emporte des instruments scientifiques permettant d'étudier l'échappement de l'atmosphère martienne, de détecter les traces de méthane sur Mars et de rechercher les vestiges de la présence d'eau à la surface de la planète. L'Inde est la quatrième puissance spatiale à disposer d'un engin spatial martien, devançant ainsi la Chine et le Japon. La sonde a achevé sa mission primaire en octobre 2016 en remplissant tous ses objectifs techniques et scientifiques. La mission qui devait durer six mois s'est finalement achevée en avril 2022, soit huit ans plus tard, sans doute à la suite de l'épuisement des ergols.

## Contexte
Une étude de faisabilité d'une sonde martienne de type orbiteur est conduite par l'agence spatiale indienne, l'ISRO, en 2010. À l'issue de ces travaux qui ont coûté environ 21 millions $, la mission spatiale Mars Orbiter Mission est annoncée en août 2012 par le Premier ministre indien Manmohan Singh. Le coût de la mission est évalué à 4,5 milliards de roupies (environ 74 millions d'euros),. L'agence spatiale se donne pour objectif de lancer sa sonde spatiale au cours de la fenêtre de lancement qui s'ouvre fin octobre 2013 ce qui impose un cycle de fabrication et de test particulièrement court pour ce type d'engin (15 mois). MOM est la première mission martienne de l'Inde et la deuxième mission interplanétaire développée par l'ISRO, après la mission lunaire Chandrayaan-1.

## Objectifs
Selon l'agence spatiale indienne, Mars Orbiter Mission doit avant tout démontrer que l'ISRO est capable de développer un engin pouvant s'échapper de l'orbite terrestre, réaliser un transit de 300 jours vers Mars, s'insérer en orbite martienne et y réaliser diverses opérations. Il s'agit de démontrer la capacité de l'Inde dans le domaine des télécommunications à longue distance, de la navigation spatiale, de la planification de mission et de la mise au point des automatismes nécessaires. L'objectif scientifique, de toute façon limité par la charge utile réduite, est secondaire.
Les missions martiennes récentes ont démontré qu'il existait des minéraux hydratés à la surface de Mars et de l'eau en sous-sol. La présence de méthane sur Mars est également suggérée sur la base d'observations moins nombreuses mais le processus à l'origine de l'émission de ce gaz et la localisation de sa source restent à préciser. Pour permettre d'avancer dans notre compréhension de la planète Mars, il est également important de quantifier la vitesse d'échappement de l'atmosphère martienne, en particulier du dioxyde de carbone (CO2) et de l'eau (H2O), et de déterminer avec une grande précision la composition de l'atmosphère martienne pour toutes les masses atomiques. La sonde martienne embarque des instruments scientifiques qui doivent acquérir des données contribuant à remplir ces objectifs.

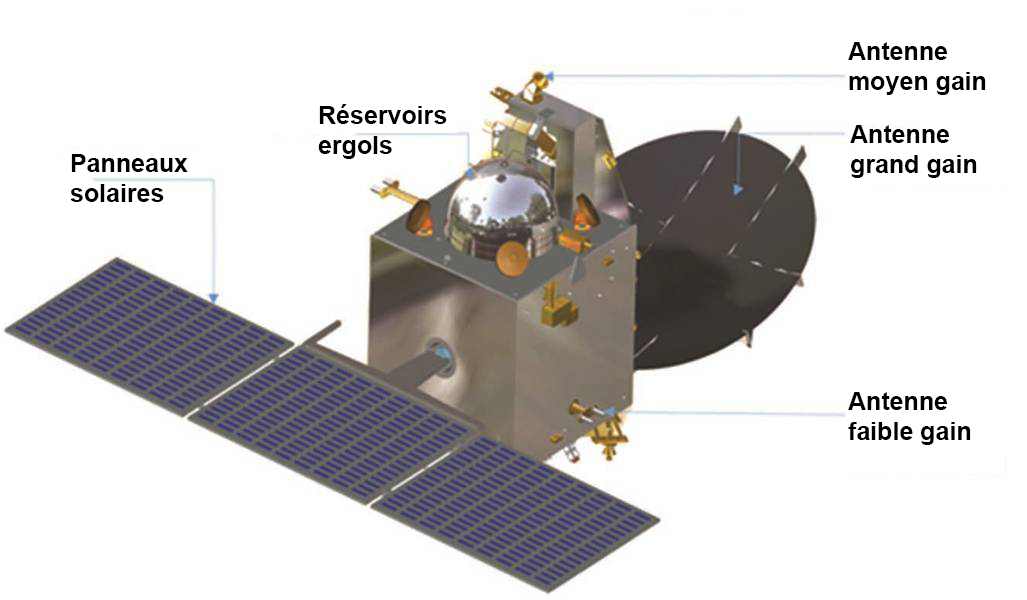
Schéma de Mars Orbiter Mission.

## Caractéristiques techniques
Mars Orbiter Mission utilise une plateforme I-1K mise en œuvre par les satellites géostationnaires indiens IRS / NSTAR ainsi que par la sonde spatiale lunaire Chandrayaan-1 modifiée pour prendre en compte les conditions martiennes. Sa structure est réalisée en nid d'abeille d'aluminium pour les parties porteuses et en plastique à renfort fibre de carbone. La sonde a une masse totale de 1 360 kilogrammes dont 852 kilogrammes d'ergol. Cette proportion très élevée d'ergol est liée à la puissance réduite du lanceur PSLV incapable de placer la sonde spatiale sur une orbite interplanétaire ; la propulsion de la sonde spatiale doit être mise à contribution pour quitter l'orbite terrestre, ce qui impose d'emporter une quantité d'ergol supplémentaire. Il en résulte que la charge utile (instruments scientifiques) représente une fraction particulièrement faible de la masse totale de la sonde spatiale (cf. tableau à droite comparant MOM avec l'orbiteur martien Mars Express de l'Agence spatiale européenne). La propulsion principale est assurée par un moteur-fusée unique d'une poussée de 440 newtons brûlant un mélange hypergolique de monométhylhydrazine (MMH, CH6N2) et de peroxyde d'azote (NTO, N2O4). L'énergie électrique est fournie par une aile unique fixe comportant trois panneaux solaires de 1,4 sur 1,8 mètre produisant en tout 750 watts au niveau de l'orbite de la planète Mars. Le contrôle d'attitude utilise quatre roues de réaction ayant un couple de 5 newtons-mètres et huit petits propulseurs de 22 newtons de poussée qui sont également utilisés pour les petites corrections d'orbite et maintenir l'orientation de la sonde spatiale lorsque la propulsion principale est utilisée.
|                               | Mars Express  | MOM           |
| ----------------------------- | ------------- | ------------- |
| Masse totale                  | 1 120 kg      | 1 360 kg      |
| Ergols (% masse totale)       | 457 kg (41 %) | 852 kg (63 %) |
| Charge utile (% masse totale) | 173 kg (15 %) | 15 kg (1 %)   |

Les télécommunications passent par une antenne parabolique à grand gain fixe de 2,2 mètres de diamètre déployée en orbite avec les panneaux solaires. Les transmissions utilisent la bande S avec un débit compris entre 5  et   40 kilobits par seconde malgré un émetteur d'une puissance de 230 watts peu commune pour une sonde spatiale. Des antennes à moyen et faible gains garantissent que, même si la sonde ne parvient plus à orienter son antenne grand gain vers la Terre, elle sera en mesure d'émettre et de recevoir. Les données sont stockées dans deux mémoires de masse à semi-conducteurs ayant chacune une capacité de stockage de 16 gigaoctets. L'ordinateur de bord utilise un microprocesseur MIL-STD-1750A (en) utilisé par les militaires américains dans les années 1980 et qui est également embarqué sur les sondes européennes Mars Express, Rosetta et Venus Express.
La plateforme conçue pour les orbites lunaire et terrestre a été largement modifiée pour cette mission. L'isolation thermique a été renforcée pour faire face à un environnement plus éloigné du Soleil donc plus froid. Le blindage des composants électroniques a été renforcé de manière que ceux-ci puissent supporter un rayonnement de 6 kilo rads, soit 600 grays. Le propulseur principal LAM (Liquid Apogee Motor) est un composant particulièrement critique : il est en effet utilisé d'une part pour placer la sonde spatiale sur sa trajectoire vers Mars après une série de manœuvres s'étalant sur un mois et d'autre part, 10 mois plus tard, pour insérer MOM en orbite martienne. Or le LAM est à l'origine un moteur d'apogée installé sur les satellites géostationnaires pour les placer sur leur orbite finale au terme de manœuvres de quelques semaines. Pour garantir son bon fonctionnement dans le cadre de la mission, les ingénieurs de l'ISRO ont doublé le circuit d'alimentation et les vannes. Le premier circuit est utilisé pour le départ de l'orbite terrestre puis des charges pyrotechniques l'isolent du réservoir pour prévenir toute fuite pouvant résulter du carburant très corrosif. Le deuxième circuit d'alimentation est utilisé pour les manœuvres d'insertion en orbite martienne. Les logiciels ont été modifiés pour permettre à la sonde spatiale de fonctionner de manière autonome compte tenu du temps mis par les signaux terrestres pour atteindre la sonde spatiale (jusqu'à 21 minutes lorsque les deux planètes sont en opposition),,.
La charge utile de MOM, d'une masse de 15 kilogrammes, est constituée de cinq instruments scientifiques conçus en Inde,, :
- MCC (Mars Colour Camera), une caméra couleur d'une résolution de quatre mégapixels, c'est-à-dire une précision de 25 mètres pour des images couvrant une surface de 50 kilomètres de côté ;
- TIS (Thermal Infrared imaging Spectrometer), un spectromètre imageur en infrarouges thermiques ;
- LAP (Lyman Alpha Photometer), un photomètre Lyman-alpha ;
- MENCAA (Mars Exospheric Neutral Composition Analyzer), un analyseur de l'exosphère neutre ;
- MSM (Methane Sensor for Mars), un détecteur de méthane.

## Déroulement de la mission

### Lancement
| Date manœuvre (TU)     | Durée propulsion  | Apogée atteint         |
| ---------------------- | ----------------- | ---------------------- |
| 5 novembre : lancement | -                 | 23 563 km              |
| 6 novembre             | 416 s             | 28 826 km              |
| 7 novembre             | 570,6 s           | 40 183 km              |
| 8 novembre             | 707 s             | 71 623 km              |
| 11 novembre            | ? (35 m/s)        | 78 722 km              |
| 12 novembre            | 303,8 s           | 118 642 km             |
| 16 novembre            | 243,5 s           | 192 874 km             |
| 1er décembre           | 1 351 s (648 m/s) | orbite interplanétaire |

La fenêtre de lancement de Mars Orbiter Mission s'ouvre du 5 au 26 novembre 2013. Le lanceur GSLV retenu à l'origine étant en cours de mise au point, l'agence spatiale indienne a dû se rabattre sur le lanceur PSLV-XL, moins puissant, pour placer en orbite la sonde spatiale d'une masse de 1 350 kilogrammes. PSLV n'a pas la capacité de lancer MOM sur une trajectoire directe vers Mars. MOM est lancée le 5 novembre et placée sur une orbite terrestre très elliptique de 23 566 × 246,9 kilomètres pour une inclinaison de 18°, très proche de l'orbite visée (23 000 × 250 kilomètres). Au cours des quatre semaines qui suivent son lancement, la sonde effectue sept orbites autour de la Terre en utilisant son moteur à chaque passage au périgée pour élever progressivement son orbite. Le 11 novembre, la quatrième séquence de mise à feu est interrompue prématurément mais cette anomalie est corrigée au passage du périgée suivant, le lendemain. Le 1er décembre 2013, la sonde spatiale doit allumer une dernière fois sa propulsion principale pour échapper à l'attraction terrestre et se placer sur la trajectoire vers Mars. Le moteur-fusée doit fonctionner durant 1 351 secondes (soit 22 minutes et 31 secondes) et la sonde spatiale doit être accélérée de 648 mètres par seconde,.

### Insertion en orbite martienne et déroulement des opérations scientifiques
Le 24 septembre 2014, après un transit d'une durée de dix mois, la sonde spatiale utilise avec succès sa propulsion principale pour réduire sa vitesse de 1 098,7 m/s et s'insérer sur une orbite de 78 500 × 427 kilomètres autour de la planète Mars proche de celle visée (80 000 × 500 kilomètres). L'orbite très elliptique que la sonde spatiale parcourt en 75,8 heures résulte d'une contrainte de masse qui ne permet pas d'emporter suffisamment de carburant pour se placer sur une orbite circulaire. La durée planifiée de la mission une fois sur place est de six à dix mois. L'ISRO dispose pour ses télécommunications de deux antennes de 18 et 32 mètres de l'Indian Deep Space Network installées à Byalalu (près de Bangalore). Cependant, elle utilisera également le réseau de la NASA Deep Space Network lorsque la sonde martienne se situera en dessous de l'horizon ou si la puissance des émissions de la sonde indienne est trop faible (la sonde utilise des antennes de faible ou moyen gain),,.

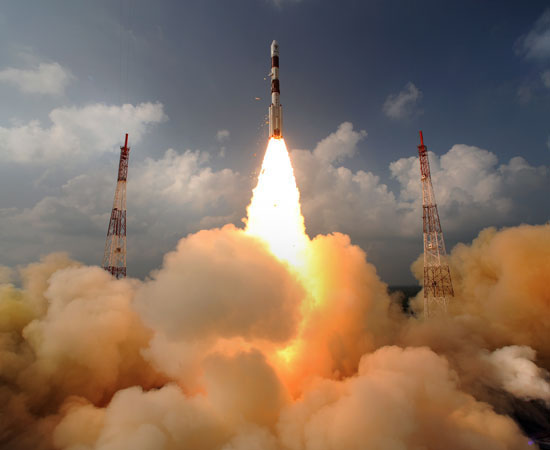
Lancement de Mars Orbiter Mission.
Trajectoire de la sonde spatiale indienne MOM de la Terre à Mars.

### Fin de mission
En avril 2022, soit huit ans après son lancement (la durée prévue de la mission était de 6 mois), le contact avec la sonde spatiale est perdu à la suite d'une longue éclipse. Les responsables de la mission émettent l'hypothèse que MOM ayant épuisé ses ergols s'est trouvé dans l'impossibilité d'orienter ses panneaux solaires pour recharger ses batteries.

## Résultats scientifiques

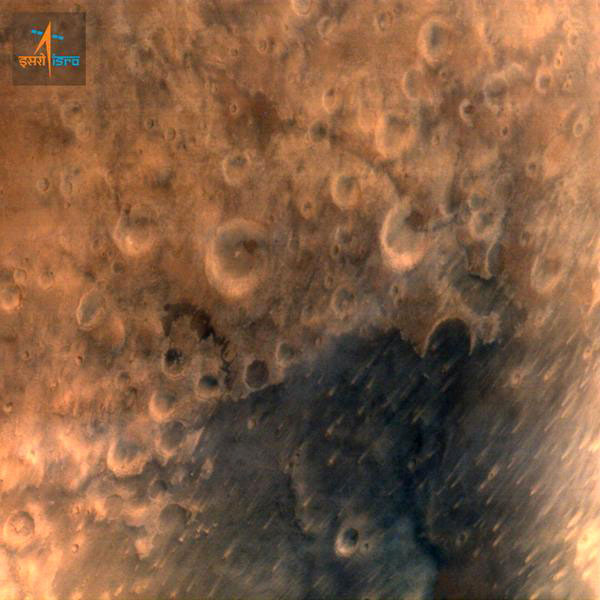
Une des premières images de Mars prises par la sonde spatiale.

Les premiers résultats scientifiques de la mission MOM sont publiés par l'agence spatiale indienne lors du deuxième anniversaire de l'arrivée de la sonde spatiale à proximité de Mars début octobre 2016. La sonde spatiale, qui a achevé sa mission primaire, fonctionne toujours parfaitement. Aucune trace de méthane n'a été détectée par l'instrument consacré à cette tâche mais ce constat n'est sans doute que le reflet de la sensibilité limitée de celui-ci. La caméra de MOM réalise en moyenne quatre photos par jour et met un peu plus de trois jours pour décrire une orbite complète. Environ 500 photos très détaillées de la surface de Mars sont en ligne sur le site de l'agence spatiale,.
L'agence spatiale indienne publie en octobre 2022, soit quelques mois après la fin de la mission, une synthèse des découvertes effectuées grâce aux données fournies par la sonde spatiale :
- Compréhension de la composition de plusieurs gaz présents dans l'exosphère de Mars
- Détermination de l'altitude à laquelle la composition de l'atmosphère martienne change en cours de soirée passant d'une atmosphère riche en dioxyde de carbone à une atmosphère riche en oxygène atomique.
- Découverte de  l'isotope argon 40 suprathermal dans l'exosphère martienne qui pourrait fournir certains indices sur le processu d'échappement de l'atmosphère de Mars.
- Observation des tempêtes de poussières martiennes qui pourraient contribuer aux processus dynamiques de la poussière sur la planète ainsi qu'au mécanisme potentiel d'échappement de l'atmosphère.
- Observation de nuages orographiques au-dessus de la paroi sud de Valles Marineris.
- Première photo de la face cachée de la lune martienne Deimos.

### Sources
- (en) ISRO, « Mars Orbiter Mission », 2013.
- (en) « PSLV-c25/Mars Orbiter Mission » [archive du 26 novembre 2013], 2013.
- (de) Bernd Leitenberger, « ISRO Mars Orbiter Mission », 2013.